# ゆめカード
株式会社ゆめカードは、広島県広島市中区に本社を置くスーパーマーケットチェーン「イズミ」の関連企業で、クレジットカード会社である。

## 概要
1983年7月に株式会社イズミの不動産事業に関する受託業務を行う子会社として設立された株式会社クローバー開発が前身であるが、1997年に従来イズミ本体で行っていた「aiカード」（イズミ店舗のハウスカード兼ポイントカード）・「ゆめカード」（ゆめタウン店舗のハウスカード兼ポイントカード）事業の移管を受けてクレジットカード事業に本格的に参入した。
クレジットカード事業参入初期は、イズミのハウスカードとしての役割が強く、利用できる店舗もイズミ、ゆめタウン各店舗等に限られていたが、その後、大手信販会社や国際ブランドカード会社等との提携により利用範囲が拡大し、会員数も中国・九州地区を中心に増加した。なお、イズミ・ゆめタウンの食品レジでのクレジット決済には2010年までゆめカードしか使えなかった。
2010年（平成22年）からは、イズミグループで利用可能な独自電子マネーとして、磁気ストライプ方式の「ゆめか」を提供している。
また、「イズミトラベルサービス」という名称でトラベル事業も行っている。

## 現在提供されているサービス

### クレジットカード
ゆめカード（ゆめかクレジット）旧称・ゆめ国際カード。国際ブランドは、株式会社ジェーシービーのライセンスに基づくJCB、及び三菱UFJニコス株式会社（NICOS扱い）のライセンスに基づくVISA。同ライセンスに基づいていたMasterCardは2011年（平成23年）9月30日をもって取扱を終了した。利用額に応じて値引積立額 （ポイント）が付与される。2013年（平成25年）2月21日以降は、電子マネーゆめかの機能が付与された「ゆめか一体型」が発行されている。なお、60歳以上の場合は、付与される電子マネーゆめかが、ゆめかプラスとなっている「ゆめかクレジットプラス」が提供される。
ゆめゴールドカード
ボーナスポイント、空港ラウンジなどの付帯サービスがあるゴールドカード。2022年3月11日より発行を開始した。国際ブランドはJCBのみ（ディズニーデザインもあり）。年会費は5,500円（税込）であるが、インビテーションからの作成、あるいは年間50万円の利用を一度達成すればそれ以降の年会費は永年無料である。
ゆめリボリボ払い専用カード。電子マネーゆめか機能付き。
ゆめハウスカードイズミ/ゆめタウン店舗のみで使用できるハウスカード。現在は公式サイト上には掲載されていないが、サービスは継続している。現在はゆめか機能付きのカードが発行される。
X-SELL MEMBER'S CARDイズミが展開するインポートショップ「エクセル」利用者向けに発行されるカード。国際ブランドはVISA。提供されるサービスや特典はゆめカードと異なる。
JCBブランドのカードについては2018年（平成30年）7月10日より、Apple Payに対応した。

### ゆめか
2010年（平成22年）7月以降、現金専用カードに電子マネー機能を持たせた、磁気ストライプ方式の独自電子マネー「ゆめか」が提供されている。当初はクレジット機能を持たないカード（ゆめカードゆめか）のみの提供であったが、2013年（平成25年）2月以降は、上記クレジットカードにも本機能が付与されるようになった。またゆめアプリを介して、スマートフォン上でもバーコードを表示させ支払いできるようにもなっている。その際すでに所有している磁気ストライプ方式と連携させることも単独で利用することもできる。
ゆめタウン・ゆめマートの直営店と一部を除く専門店のほか、傘下のゆめマート、スーパー大栄、ユアーズ、デイリーマートなど、イズミグループの店舗で利用できる。またゆめタウンが出店しているエリアのセブン-イレブンでも現金チャージ及び支払いができる。なおセブン-イレブンでは磁気ストライプ方式のみ対応している。
チャージ上限額は50,000円または100,000円（当初は30,000円）。有効期限は、原則無期限となっているが、最後にゆめかサービスを利用した日または最後にチャージした日から5年後の日が属する月の末日をもって会員資格を喪失するため、実質の有効期限は5年間となっている。
通常の「ゆめカードゆめか」に加え、60歳以上向けに特典を拡充した「ゆめかプラス」も提供されている。また、各種限定デザインカードも提供されている。

#### ゆめかIC
広島銀行が発行する地域電子マネー「HIROCA」に付与されている非接触方式のゆめか「ゆめかIC」が存在する。イズミの直営売場で利用可能だが、イズミグループの店舗では発行されていない。

### 値引積立額 （ポイント）
ゆめカード、およびゆめかには「値引積立額」と呼ばれるポイントサービスが提供されている。利用額に応じて値引積立額（ポイント）が加算され（単位は円）、500円が貯まると、ゆめタウン・ゆめマートの店頭において500円分の「値引券」が発行される。イズミグループの広告における「ゆめカード○倍」とは、この値引積立額（ポイント）のことである。
また、ゆめカードおよびゆめかは、現金払いでも値引積立額（ポイント）が付与されるため、現金ポイントカードとしての利用も可能となっている。地域の「値引積立額加盟店」もこの形態で、ゆめカードまたはゆめかを加盟店で提示すると、利用額に応じて値引積立額（ポイント）が付与される。
なお、値引積立額（ポイント）は、最終加算から2年間加算が無いと失効する。

## かつて提供されていたサービス

### クレジットカード
郵貯ゆめカード
郵便貯金共用カード
aiカードイズミ本体でカード事業を行っていた時代にイズミ店舗で発行したハウスカード。当社へカード事業を移管した際、ゆめハウスカードへ統合された。
夢彩都カードゆめタウン夢彩都のハウスカード兼ポイントカード。
ゆめNICOSカード日本信販との提携によりNICOSブランド及びマスターカードあるいはVISAの国際ブランドを付して発行されたカード。自社国際カードの発行開始によりゆめ国際カードへ切り替えられた。
ゆめDCカード百十四ディーシーカードとの提携によりDCカードブランド及びマスターカードあるいはVISAの国際ブランドを付して発行されたカード。自社国際カードの発行開始によりゆめ国際カードへ切り替えられた。
ゆうあいJCBカード
ゆうあいマート（現ゆめマート）、ニコニコドー
香川県庁生協組合員証（ゆめカードJCB付き）
香川県庁消費生活協同組合組合員証一体型

### 現金専用カード
ゆめカード（現金専用、ゆめ現金カード）
18歳以上向けに発行。
ゆめカードジュニア
中学・高校生向けに発行（有効期限は高校卒業年の3月31日）。
ゆうあいカード
ゆうあいマート（現ゆめマート）、ニコニコドー

### サービス
ゆめピッと
2005年（平成17年）8月から、ゆめタウンの一部店舗で、ゆめカード（クレジットカード）に紐付けするおサイフケータイを活用した会員証サービス「ゆめピッと」を提供していた。2011年（平成23年）5月末をもってサービス終了。